# 黑犁齒䲁
黑犁齒䲁（學名：Entomacrodus nigricans），又稱黑間頸鬚䲁，為輻鰭魚綱鳚形目䲁科犁齒䲁屬的一種，分布於西大西洋美國佛羅里達州、百慕達群島、巴哈馬群島至南美洲北部海域，深度0至6公尺，本魚體延長形，稍側扁，似圓柱狀，頭鈍短，頭頂無冠膜，頸部無葉片狀皮瓣，僅有一低皮褶，鼻鬚掌狀分支，眼上有觸鬚，上唇邊緣內側光滑，背鰭與尾柄相連，體色橄欖色，體側帶有深褐色條紋，整個身體上佈滿極其明亮的白色斑點，背鰭硬棘13枚、背鰭軟條14-15枚、臀鰭硬棘2枚、臀鰭軟條15-17枚，體長可達10公分，成魚棲息於沿岸水域的岩石區，當遇到危險時會以一前一後的跳躍方式在潮池間移動，它們能在陰涼處離水存活約2.5小時，在夜間可存活3.5小時，但在陽光直射下只能存活7分鐘，雌魚產附著性卵，雄魚有護卵行為，幼魚為浮游性，生活習性不明，可做為觀賞魚。